# Androctonus australis
Androctonus australis là một loài bọ cạp sa mạc trong họ Buthidae phân bố ở Bắc Phi, Somalia, Trung Đông, Pakistan và Ấn Độ, chúng là một trong những thú nuôi độc lạ được giao dịch. Đây là một trong những loài bọ cạp độc giết người nhiều nhất.

## Đặc điểm
Nọc độc của Androctonus australis chỉ bằng một nửa so với Leiurus quinquestriatus, nhưng người bị nó chích có thể chết. Bọ cạp thật ra không đủ nọc để giết chết một người trưởng thành khỏe mạnh. Một vài người bị dị ứng với bọ cạp có thể chết nhanh hơn. Triệu chứng đơn giản nhất sau khi bị bọ cạp chích là chỗ đau tê cứng trong vài ngày. Bọ cạp nói chung khá nhút nhát và vô hại, chúng chỉ chích khi bắt mồi hay tự vệ. Trong trường hợp nguy hiểm, bọ cạp thường bỏ chạy hoặc đứng yên.